# Ігнацій Дзялинський
Ігнацій Дзялинський (Ignacy Działyński; 15 вересня 1754, Конажев біля Познані — листопад 1797, Житомир) — польський генерал, учасник повстання Костюшка.
Представник шляхетського роду Дзялинських герба Огоньчик. Народився в сім'ї Калішського воєводи Августина Дзялинського. Після ранньої смерті батька, вітчимом Ігнаци став Великий маршалок литовський Владислав Рох Ґуровський. Успадкував значні земельні наділи на Волині та Польщі.
Освіту здобув в школі єзуїтів у Познані та Collegium Nobilium у Варшаві.
У 1780 році став ротмістром польської кавалерії. В кінці 1788 року викупив у генерала Олександра Мицельського посаду командира 10 королівського піхотного полку, солдат якого згодом називали Дзялинчиками.
У 1788 році нагороджений орденом Св. Станіслава.
Під час російсько-польської війни в 1792 році брав участь в боях з російськими військами.

Обирався депутатом Великого Сейму Речі Посполитої. Активний прихильник польської конституції 3 травня 1791. У 1791 році нагороджений орденом Білого орла.